# Coleophora bidentella
Coleophora bidentella é uma espécie de mariposa do gênero Coleophora pertencente à família Coleophoridae.